# Station Bilzen
Station Bilzen is een spoorwegstation langs spoorlijn 34 (Hasselt - Luik) in de stad Bilzen. Hier vertrekt ook de spoorlijn 21C, een goederenspoorlijn naar station Genk-Goederen.
Het eerste voorlopige stationsgebouw was in hout opgetrokken. Het definitieve stationsgebouw kwam er pas in 1909. Het lange uitblijven ervan had jarenlang voor opwinding gezorgd bij de Bilzenaren.

## Seinhuis
Sinds jaar en dag was in het stationsgebouw van Bilzen een seinhuis gevestigd, dat niet alleen instond voor het treinverkeer in en rond Bilzen, maar ook voor dat van Tongeren. De drukbereden overweg aan de Hasseltsestraat werd van hieruit met de hand bediend, wat vooral bij druk treinverkeer of technische storingen tot lange wachttijden kon leiden.
Ondanks de splitsing van de NMBS in een vervoersmaatschappij en een infrastructuurbeheerder in 2005, bleef het stationspersoneel van Bilzen nog ruim 10 jaar de taken van Infrabel (seinhuis) en NMBS (perrontoezicht en loketdienst) combineren, een van de laatste plaatsen in België waar dit nog gebeurde. Op 1 januari 2015 kwam aan deze regeling een einde, waarna NMBS en Infrabel nog een half jaar lang ieder hun eigen personeel inzetten. Op 1 juli 2015 sloot het loket definitief, waarna het station voor NMBS de status kreeg van onbemande stopplaats. Het seinhuis sloot de deuren op 24 juni 2016, waarna de activiteiten werden overgenomen door de moderne, gecentraliseerde verkeersleidingspost van Hasselt

## Treindienst
| Serie       | Treinsoort          | Route                                                                                                  | Bijzonderheden                                               |
| ----------- | ------------------- | --- | ------------------------------------------------------------ |
| IC 09       | Intercity (NMBS)    | Antwerpen-Centraal – Aarschot – [ Leuven – ] Hasselt – Bilzen – Luik-Guillemins                        | Rijdt in het weekend Antwerpen-Centraal - Luik-Guillemins.   |
| IC 20       | Intercity (NMBS)    | Gent-Sint-Pieters – Aalst – Brussel-Zuid – [ Hasselt – Bilzen – Tongeren ] / [ Dendermonde – Lokeren ] | Rijdt in het weekend Gent-Sint-Pieters - Lokeren.            |
| S 43 5300   | S-trein Luik (NMBS) | Maastricht – Wezet – Luik-Guillemins – Tongeren – Bilzen – Diepenbeek – Hasselt                        | Rijdt in het weekend niet tussen Luik-Guillemins en Hasselt. |
| P 7305/8305 | Piekuurtrein (NMBS) | Tongeren – Bilzen – Hasselt – Brussel-Zuid                                                             | Rijdt alleen op werkdagen.                                   |
| P 8225      | Piekuurtrein (NMBS) | Tongeren – Bilzen – Hasselt – Leuven                                                                   | In het weekend in december en mei.                           |

## Galerij

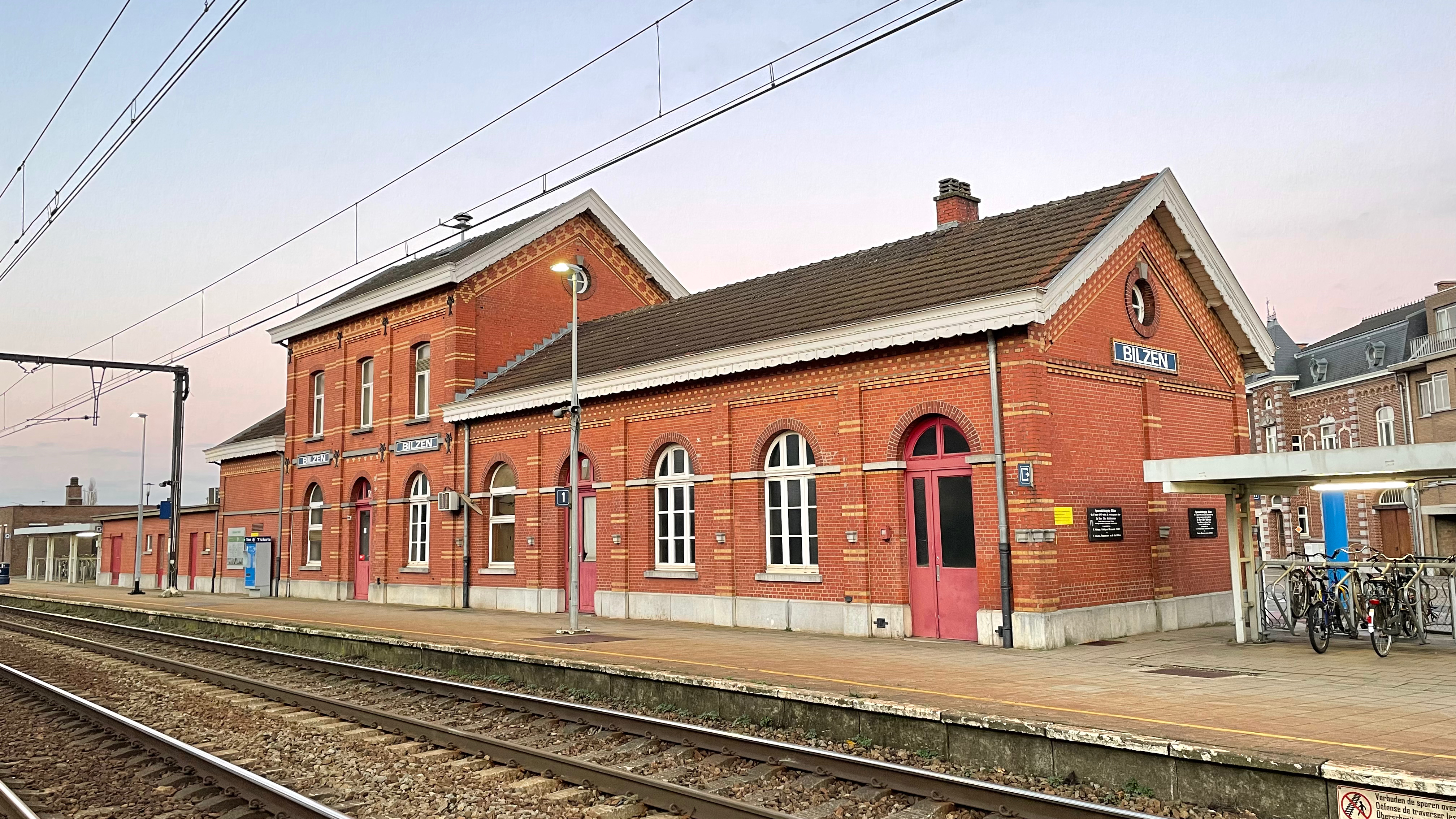
Stationsgebouw
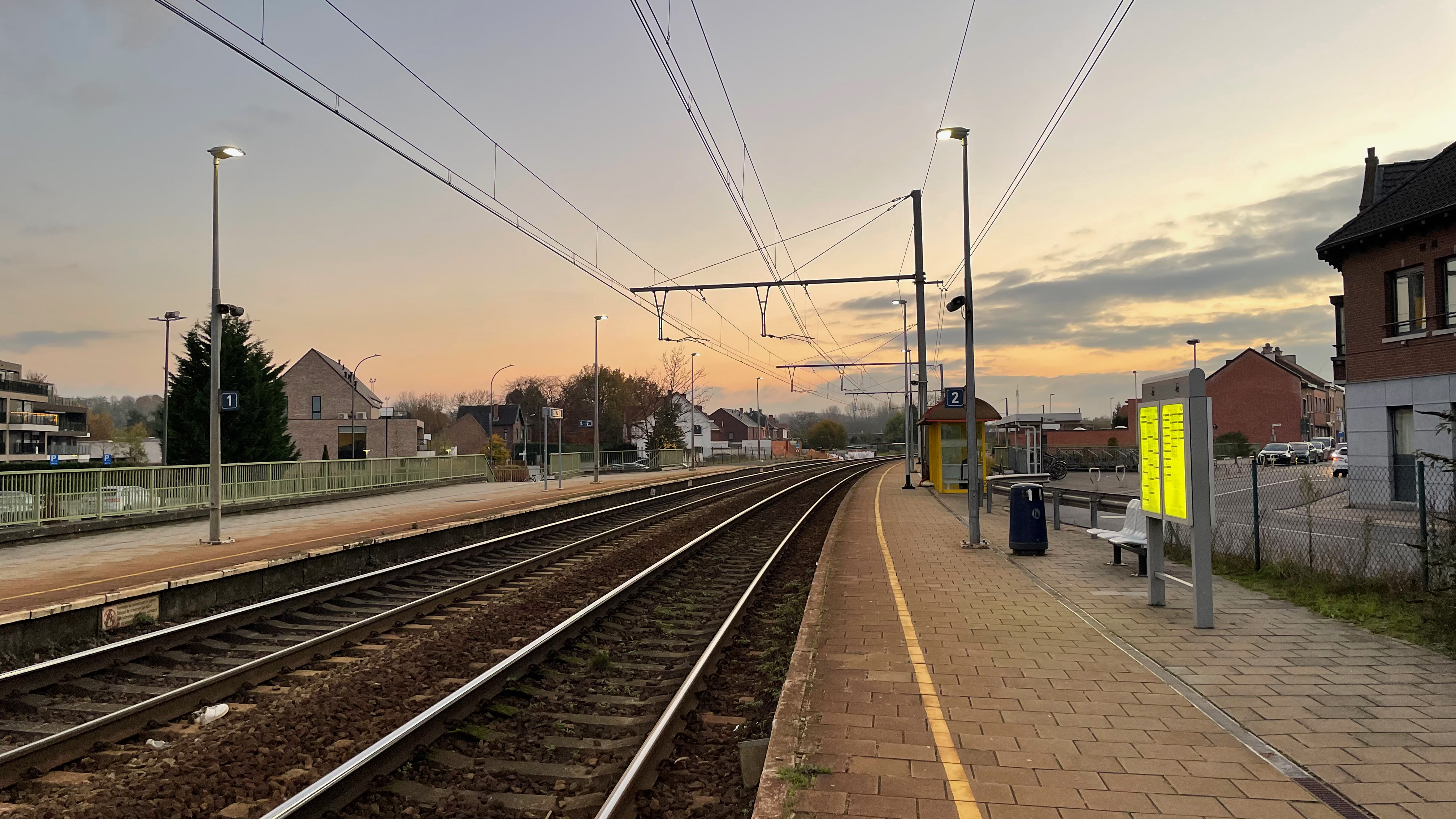
Zicht op het perron
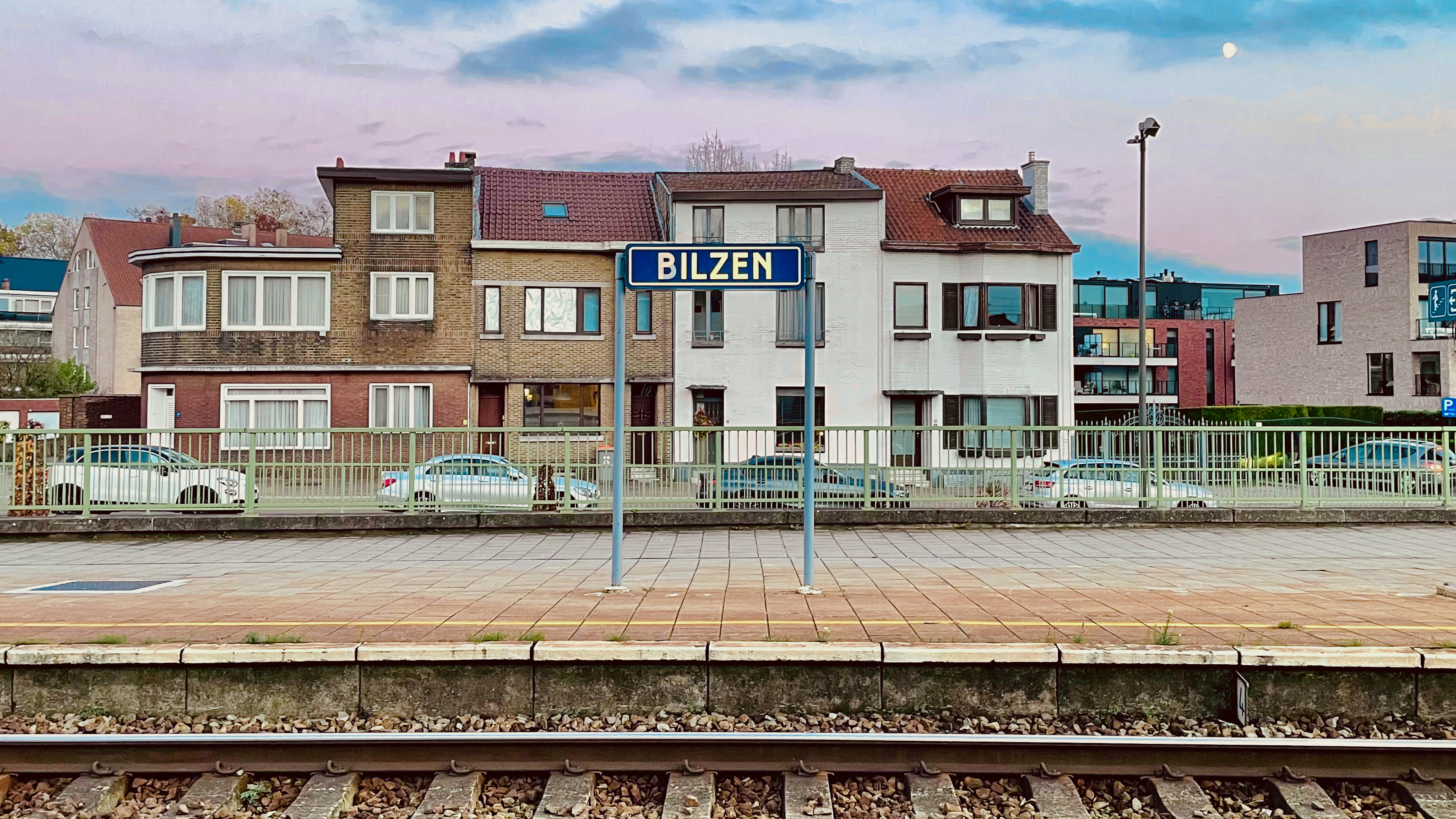
Plaatsnaambord
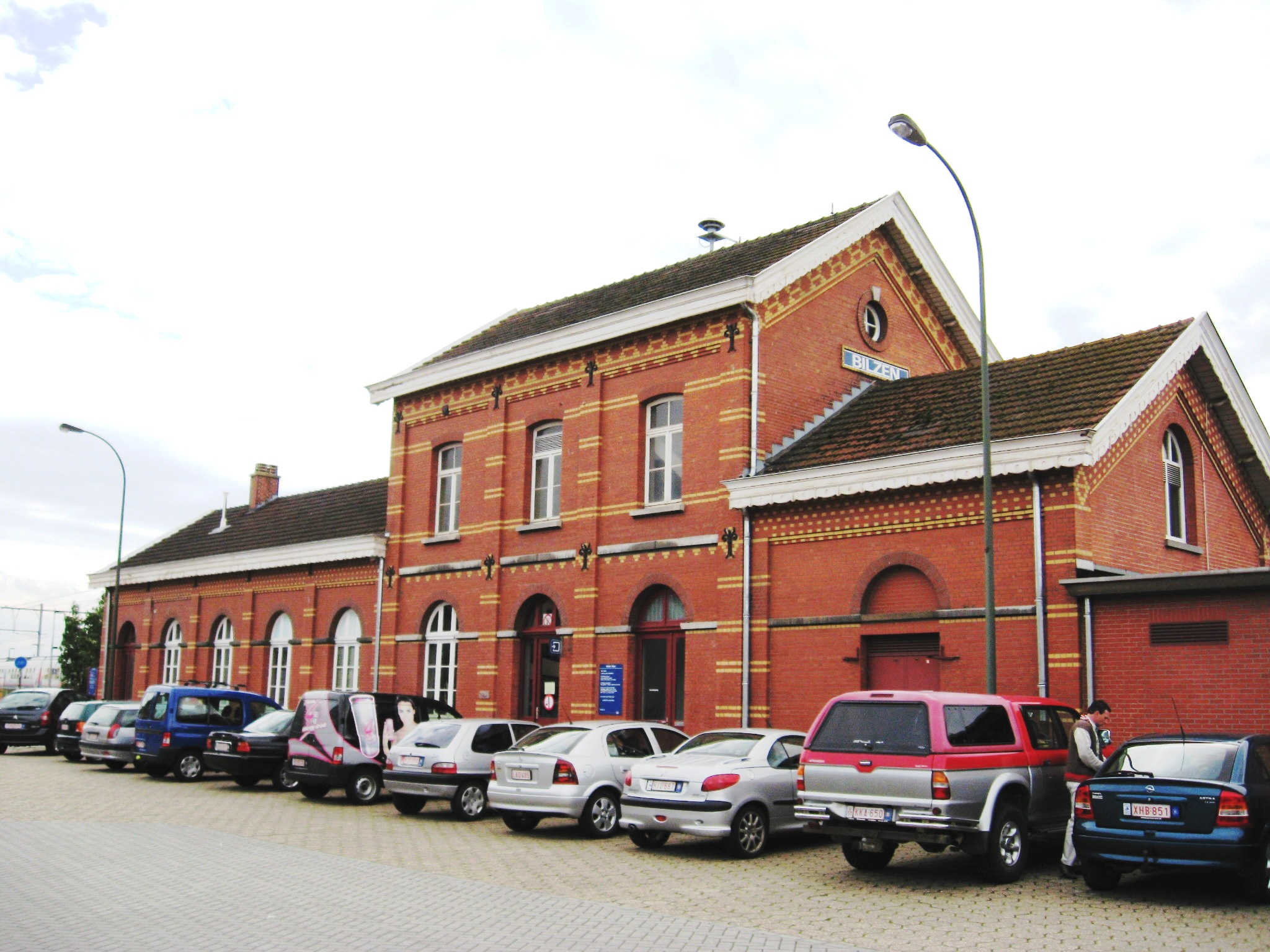
Stationsgebouw (2007)

## Reizigerstellingen
De grafiek en tabel geven het gemiddeld aantal instappende reizigers weer op een week-, zater- en zondag.
| Tabel: aantal instappende reizigers station Bilzen | Tabel: aantal instappende reizigers station Bilzen | Tabel: aantal instappende reizigers station Bilzen | Tabel: aantal instappende reizigers station Bilzen |
|                                                    | Weekdag                                            | Zaterdag                                           | Zondag                                             |
| -------------------------------------------------- | -------------------------------------------------- | -------------------------------------------------- | -------------------------------------------------- |
| 1977                                               | 285                                                | 35                                                 | 49                                                 |
| 1978                                               | 309                                                | 34                                                 | 62                                                 |
| 1979                                               | 271                                                | 28                                                 | 53                                                 |
| 1980                                               | 276                                                | 24                                                 | 28                                                 |
| 1981                                               | 282                                                | 31                                                 | 31                                                 |
| 1982                                               | 212                                                | 31                                                 | 38                                                 |
| 1983                                               | 225                                                | 41                                                 | 48                                                 |
| 1984                                               | 243                                                | 56                                                 | 99                                                 |
| 1985                                               | 288                                                | 80                                                 | 187                                                |
| 1986                                               | 257                                                | 72                                                 | 151                                                |
| 1987                                               | 258                                                | 101                                                | 175                                                |
| 1988                                               | 270                                                | 110                                                | 210                                                |
| 1989                                               | 218                                                | 104                                                | 177                                                |
| 1990                                               | 251                                                | 106                                                | 182                                                |
| 1991                                               | 296                                                | 126                                                | 234                                                |
| 1992                                               | 268                                                | 133                                                | 220                                                |
| 1993                                               | 338                                                | 212                                                | 302                                                |
| 1994                                               | 343                                                | 154                                                | 323                                                |
| 1995                                               | 260                                                | 173                                                | 402                                                |
| 1996                                               | 337                                                | 183                                                | 311                                                |
| 1997                                               | 292                                                | 239                                                | 311                                                |
| 1998                                               | 332                                                | 172                                                | 304                                                |
| 1999                                               | 360                                                | 186                                                | 255                                                |
| 2000                                               | 461                                                | 294                                                | 335                                                |
| 2001                                               | 515                                                | 197                                                | 231                                                |
| 2002                                               | 392                                                | 214                                                | 347                                                |
| 2003                                               | 385                                                | 232                                                | 390                                                |
| 2004                                               | 419                                                | 208                                                | 336                                                |
| 2005                                               | 463                                                | 194                                                | 366                                                |
| 2006                                               | 481                                                | 265                                                | 250                                                |
| 2007                                               | 526                                                | 258                                                | 342                                                |
| 2008                                               | -                                                  | -                                                  | -                                                  |
| 2009                                               | 528                                                | 262                                                | 369                                                |
| 2010                                               | -                                                  | -                                                  | -                                                  |
| 2011                                               | -                                                  | -                                                  | -                                                  |
| 2012                                               | 643                                                | 231                                                | 435                                                |
| 2013                                               | 706                                                | 270                                                | 338                                                |
| 2014                                               | 621                                                | 314                                                | 457                                                |
| 2015                                               | 573                                                | 219                                                | 247                                                |
| 2016                                               | 586                                                | 180                                                | 311                                                |
| 2017                                               | 554                                                | 172                                                | 330                                                |
| 2018                                               | 590                                                | 218                                                | 324                                                |
| 2019                                               | 555                                                | 106                                                | 107                                                |
| 2020                                               | 387                                                | 154                                                | 265                                                |
| 2021                                               | -                                                  | -                                                  | -                                                  |
| 2022                                               | 637                                                | 261                                                | 384                                                |
| 2023                                               | 680                                                | 216                                                | 313                                                |
| 2024                                               | 531                                                | 253                                                | 330                                                |

0,0: Hasselt ·
3,7: Godsheide ·
7,2: Diepenbeek ·
15,0: Beverst ·
17,2: Bilzen ·
19,3: Hoeselt ·
22,1: Alt-Hoeselt ·
24,4: 's Herenelderen ·
27,7: Tongeren ·
31,5: Nerem ·
32,0: Vreren-Nerem ·
33,1: Glaaien ·
37,7: Villers-Juprelle ·
40,3: Liers ·
42,9: Milmort ·
43,9: Milmort-Charbonnage ·
45,4: La Préalle ·
46,2: Rue Charlemagne ·
48,0: Herstal ·
49,4: Jolivet ·
50,6: Luik-Vivegnis ·
51,6: Luik-Sint-Lambertus ·
53,0: Luik-Carré ·
54,8: Luik-Guillemins